# Universíada de Verão de 1979
A X Universíada de Verão foi realizada na Cidade do México, México entre 2 e 13 de Setembro de 1979.

## Medalhas
O Quadro de medalhas é uma lista que classifica as Federações Nacionais de Esportes Universitários (NUSF) de acordo com o número de medalhas conquistadas. O país em destaque é o anfitrião.
| Ordem                                                 | País                   | Medalha de ouro | Medalha de prata | Medalha de bronze |    |
| ----------------------------------------------------- | ---------------------- | --------------- | ---------------- | ----------------- | -- |
| 1                                                     | URS União Soviética    | 32              | 27               | 18                | 77 |
| 2                                                     | USA Estados Unidos     | 21              | 14               | 16                | 51 |
| 3                                                     | ROU Romênia            | 14              | 3                | 14                | 31 |
| 4                                                     | GDR Alemanha Oriental  | 6               | 4                | 4                 | 16 |
| 5                                                     | FRG Alemanha Ocidental | 4               | 6                | 7                 | 17 |
| 6                                                     | HUN Hungria            | 4               | 3                | 4                 | 11 |
| 7                                                     | ITA Itália             | 3               | 2                | 5                 | 10 |
| 8                                                     | NED Países Baixos      | 2               | 4                | 3                 | 9  |
| 9                                                     | POL Polônia            | 2               | 3                | 3                 | 8  |
| 10                                                    | GBR Grã-Bretanha       | 1               | 5                | 4                 | 10 |
| 11                                                    | MEX México             | 1               | 2                | 1                 | 4  |
| 12                                                    | BRA Brasil             | 1               | 2                |                   | 3  |
| Os demais países lusófonos não conquistaram medalhas. |                        |                 |                  |                   |    |

## Modalidades
Essas foram as modalidades disputadas. Os números entre parênteses representam o número de eventos de cada modalidade:

### Obrigatórias
As modalidades obrigatórias são determinadas pela Federação Internacional do Esporte Universitário (FISU) e, salvo alteração feita na Assembléia Geral da FISU, valem para todas as Universíadas de Verão.
| - Atletismo (35) - Basquetebol (2) - Esgrima (8) | - Ginástica artística (12) - Natação (25) - Polo aquático (1) | - Saltos ornamentais (4) - Tênis (5) - Voleibol (2) |

### Opcional
As modalidades opcionais são determinadas pela Federação Nacional de Esportes Universitários (National University Sports Federation - NUSF) do país organizador.
- Futebol (1)